# Velké Hamry (nádraží)
Velké Hamry jsou železniční stanice ve stejnojmenném městě, která leží na trati Železný Brod – Tanvald. V roce 2018 zde zastavovaly všechny vlaky vedené po této trati, tj. osobní vlaky (většina z nich pouze na znamení) a rychlíky.

## Historie
Stanice byla uvedena do provozu již s otevřením trati, tedy v roce 1875. Tehdy nesla název Swarow.
V 80. letech 20. století byl ve stanici zrušen přednosta, v roce 1995 i výpravčí a zůstal zde pouze výhybkář s prodejem jízdenek.
V roce 2015 proběhla modernizace stanice spojená s instalací moderního zabezpečovacího zařízení, výměnou stupňovitých výhybek a realizací dálkového řízení provozu ze stanice Liberec, což umožnilo zrušení zdejšího personálu.

## Popis
Ve stanici jsou dvě dopravní koleje a jedna kusé manipulační kolej, která je nejblíže staniční budově. Ta je dvoupatrová (bez podkroví). Přístup do žádné části stanice není bezbariérový. Na jih od staniční budovy se nachází skladiště vlastněné Českými drahami.
Ve stanici je instalován dálkově řízený informační systém INISS. Dnes[kdy?] se zde již neprodávají jízdenky. Od pondělí do soboty v době od 4.20 do 23.30 a v neděli od 6.20 do 23.30 jsou otevřeny prostory pro cestující (čekárna).
Před staniční budovou je zastávka příměstské autobusové dopravy, kde staví některé spoje linky 953.